# Arseniusz (Pieriewałow)
Arseniusz, imię świeckie Dienis Jurjewicz Pieriewałow (ur. 15 lutego 1979 w Olmaliqu) – rosyjski biskup prawosławny.

## Życiorys
Pochodzi z rodziny urzędniczej. Chrzest przyjął w wieku jedenastu lat w cerkwi Zaśnięcia Matki Bożej w rodzinnym Ałmałyku (Olmaliqu). Tam też w 1996 ukończył szkołę średnią. W 1998 przeniósł się do Nowogrodu Wielkiego, skąd, z błogosławieństwa arcybiskupa nowogrodzkiego i staro-ruskiego Lwa, udał się na naukę do seminarium duchownego w Petersburgu, które ukończył w 2001. Następnie rozpoczął studia teologiczne na Petersburskiej Akademii Duchownej, ukończone w 2005. 20 czerwca tego roku w soborze św. Jerzego w nowogrodzkim monasterze pod tym samym wezwaniem został wyświęcony na diakona przez arcybiskupa Lwa. Dzień później oficjalnie zaliczono go w poczet posłuszników klasztoru, zaś 27 czerwca tego samego roku w soborze Podwyższenia Krzyża Pańskiego na terenie monasteru został postrzyżony na mnicha, przyjmując imię zakonne Arseniusz. 1 lipca 2005 w monasterze Przemienienia Pańskiego św. Warłaama Chutyńskiego został wyświęcony na hieromnicha, również przez arcybiskupa Lwa. 
Od września 2005 nauczał historii Kościoła i patrologii w szkole duchownej w Nowogrodzie Wielkim, a od 2006 był jej inspektorem. Od 2008 p.o. namiestnika, następnie namiestnik monasteru św. Jerzego w Nowogrodzie Wielkim.
16 kwietnia 2016 Święty Synod Rosyjskiego Kościoła Prawosławnego nominował go na biskupa pomocniczego eparchii nowogrodzkiej z tytułem biskupa jurjewskiego. W związku z tą decyzją 21 kwietnia tego samego roku otrzymał godność archimandryty. Jego chirotonia biskupia odbyła się w Ławrze Troicko-Siergijewskiej pod przewodnictwem patriarchy moskiewskiego i całej Rusi Cyryla.
W 2023 r. został przeniesiony na katedrę pskowską i mianowany równocześnie zwierzchnikiem metropolii pskowskiej oraz namiestnikiem Monasteru Pskowsko-Pieczerskiego. 18 października 2023 r. otrzymał godność metropolity. Z urzędu namiestnika tegoż klasztoru został odwołany już w kwietniu roku następnego. W lipcu 2024 r. został odwołany z katedry i przeniesiony do eparchii moskiewskiej jako wikariusz patriarchy moskiewskiego i całej Rusi z tytułem metropolity zwienigorodskiego.